# Ermerveen
Ermerveen is een buurtschap in de Nederlandse provincie Drenthe, gemeente Emmen. Het gehucht valt onder Veenoord. Op 1 januari 2019 had het 19 inwoners.
Drenthe: Steden en dorpen      Nederland: Provincies · Gemeenten